# His Trust Fulfilled
His Trust Fulfilled aus dem Jahr 1911 ist einer aus einer ganzen Reihe unzusammenhängender US-amerikanischer Stummfilme des Regisseurs D. W. Griffith, die den Sezessionskrieg behandeln. Der Film wurde am 19. Januar 1911 veröffentlicht. 

## Handlung
Die Fortsetzung von His Trust setzt beim Tod der Mutter ein. Der treue Sklave George kümmert sich immer noch aufopferungsvoll um die Erziehung und Ausbildung der Tochter. Dies unter Einsatz all seiner spärlichen Mittel. Als ihm nichts mehr verbleibt, versucht er den reichen Cousin des Mädchens zu bestehlen.

## Hintergrund
Der Film wurde in Fort Lee und in der näheren Umgebung gedreht.